# カシオペヤ座ベータ星
カシオペヤ座β星は、カシオペヤ座の恒星で2等星。

## 特徴
この恒星とアンドロメダ座α星とを結ぶ線はほぼ春分点を通る。
中心核では水素の核融合が止まった状態で、やがて中心核が収縮し、表面温度は下がり膨張を始め、巨星へと進化していく段階である。数十億年に渡る恒星の進化の中では1%に過ぎない、いわゆるヘルツシュプルングの間隙と呼ばれる状態にある。
たて座δ型変光星で、2.5時間の周期で約6%変光する。

## 名称
固有名のカフ (Caph)は、アラビア語で「染めた手」を意味する al-Kaff al-Khadib に由来する。アラビアには、プレアデス星団を中心として、くじら座からペルセウス座、カシオペヤ座まで跨るプレアデスの両手と呼ばれる巨大なアステリズムがあり、カシオペヤ座はプレアデス星団から伸ばした右手と見なされていた。「カフ」の呼び名は、ヘンナで染められた爪に見立てられていたことに由来するものである。2016年6月30日、国際天文学連合の恒星の命名に関するワーキンググループ (Working Group on Star Names, WGSN) は、Caph をカシオペヤ座β星の固有名として正式に承認した。